# Fórmula V
I Fórmula V sono un gruppo musicale spagnolo di Madrid di musica pop formato inizialmente da Francisco Pastor (voce), Antonio Sevilla (batteria), Mariano Sanz (basso), Amador Flores "Chapete" (organo), Joaquín de la Peña "Kino" (chitarra)

## Storia del gruppo
Fórmula V nasce nel 1967 grazie alla fusione di due gruppi madrileni: Los Rostros e Los Jíbaros, di cui i membri si erano già conosciuti in alcuni concerti della città e che si fecero chiamare Los Cambios.
Però il salto di qualità non ci fu fino al 1968. José Nieto (ex componente de Los Pekenikes) ascolta la band e fece sapere della sua esistenza a Maryní Callejo, direttrice artistica che aveva trionfato con Los Brincos e Los Relámpagos. Calejo riunì i cinque giovani musicisti promettenti per realizzare un progetto sotto l'attenta attenzione della Philips, non prima di cambiare il nome della band in Fórmula V.
Ella stessa, come arrangiatrice e produttrice, con la collaborazione dei due componenti de Los Relámpagos (Pablo Herrero e José Luis Armenteros) fece diventare questi giovani talenti una referenza della musica dell'estate dalla fine degli anni sessanta fino al principio degli anni settanta.
Così i Fórmula V registrarono il loro primo singolo con Mi día de suerte es hoy e "Vuelve a casa"
. Già con questi primi singoli si può comprendere il segno significativo della band: canzoni commerciali, giovanili e placate, in accordo con il tipo di musica che si ascoltava in quel momento.
Già nel 1968 ottennero il primo successo con "Tengo tu Amor Archiviato il 28 luglio 2009 in Internet Archive.", che lo fece diventare il gruppo rivelazione e raggiunsero il numero uno della lista dei più venduti. A partire da questo momento seguirono i successi: "Cuéntame Archiviato il 28 luglio 2009 in Internet Archive." e "Cenicienta Archiviato il 6 giugno 2009 in Internet Archive." (1969), "Jenny Artichoke" (1970), "Vacaciones de Verano Archiviato il 26 giugno 2009 in Internet Archive." (1972), "Eva María Archiviato il 28 luglio 2009 in Internet Archive." (1973), “Loco, Casi Loco” e "La Fiesta de Blas Archiviato il 28 luglio 2009 in Internet Archive." (1974). La loro fama si stese in buona parte del Sudamerica incluso Cuba, dove il gruppo ha ancora grande popolarità, e dove dopo tanti anni si ripresentarono uniti durante gli anni novanta. Gli abiti erano parte della caratteristica del gruppo: smoking bianco, pantaloni neri, camicie di raso beige o azzurro.
Al di fuori della musica, i Fórmula V furono i protagonisti dei film Un, dos, tres, al escondite inglés (1968) diretto da Iván Zulueta e A 45 revoluciones por minuto (1969) di Pedro Lazaga.
Nel 1975 il gruppo decise, di comune accordo, di sciogliersi. Si riunirono in un gala della TVE nel 1986 realizzata da Fernando Navarrete.
Dal 1995 hanno realizzato dei concerti in forma periodica insieme a Los Diablos e hanno registrato dei dischi, il primo dei quali, Fórmula-Diablos, è diventato disco d’oro.